# Apus pallidus
Il rondone pallido (Apus pallidus Shelley, 1870) è un uccello della famiglia Apodidae.

## Descrizione
È un uccello di media taglia, lungo 16 cm, con un peso di 42 g.
Più chiaro del rondone comune, ha una voce simile.

## Distribuzione e habitat
La specie è diffusa in Europa meridionale, Africa e Medio oriente.

## Biologia

### Alimentazione
Si nutre di aeroplancton.

### Riproduzione

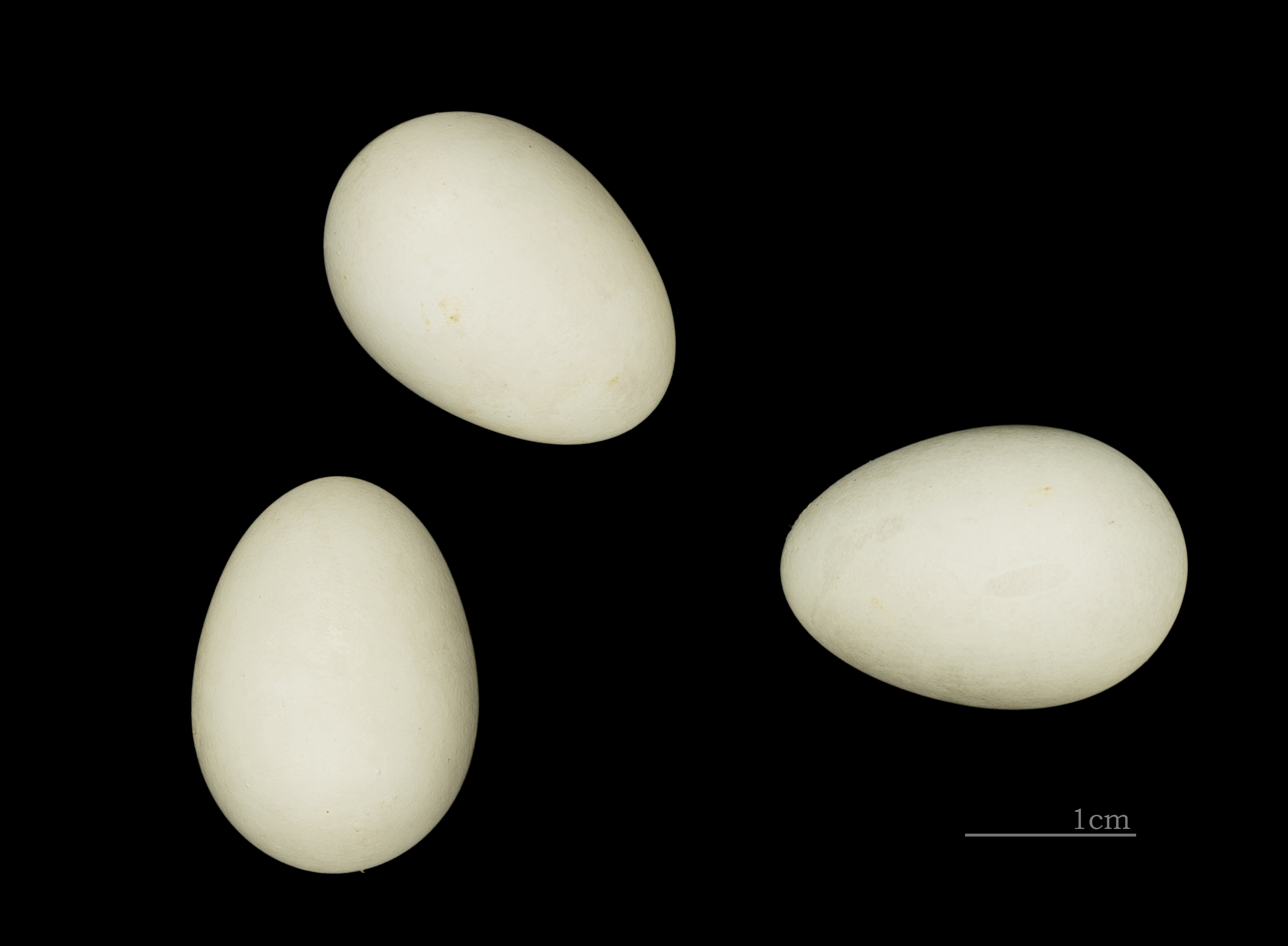
Uova di Apus pallidus

Sceglie per la nidificazione le feritoie o i fori presenti sulle pareti esterne dei palazzi. L'impegno per la cova e per l'assistenza ai piccoli è egualmente distribuita fra maschio e femmina, tranne i primi dieci giorni, nei quali le femmine mostrano un impegno superiore. Non è presente il dimorfismo sessuale, quindi esteriormente il maschio e la femmina sono uguali. Praticano la monogamia, anche se una piccola percentuale cambia sia il nido sia il partner.

## Tassonomia
Sono note le seguenti sottospecie:
- Apus pallidus brehmorum Hartert, E, 1901[5]

- Apus pallidus illyricus von Tschusi, 1907[6]

- Apus pallidus pallidus Shelley, 1870[7]

## Conservazione
A. pallidus ha un ampio areale, stimato tra 1000000 e 10000000 km². In Europa la popolazione stimata è di 77 000-320 000 esemplari. La sua riproduzione è limitata all'Europa meridionale.
La Lista rossa IUCN classifica Apus pallidus come specie a rischio minimo (Least Concern).